# Joseph Rosales
Joseph Yerimid Rosales Erazo (Tegucigalpa, Honduras; 6 de noviembre de 2000) es un futbolista hondureño. Juega de centrocampista o Lateral izquierdo y su equipo actual es el Minnesota United de la Major League Soccer estadounidense. Es internacional absoluto por la selección de Honduras desde 2022.

## Trayectoria
Rosales comenzó su carrera en el Atlético Veragüense. y después paso al Independiente de La Chorrera, y para la temporada 2021 fue cedido al Minnesota United de la Major League Soccer de Estados Unidos. Tras dos temporadas a préstamo, el centrocampista fichó permanentemente con el club.

## Selección nacional
Debutó con la selección de Honduras el 30 de marzo de 2022 ante Jamaica.

## Estadísticas
| Club                                  | Div.          | Temporada     | Liga  | Liga  | Copas nacionales | Copas nacionales | Torneos internacionales | Torneos internacionales | Total | Total |
| Club                                  | Div.          | Temporada     | Part. | Goles | Part.            | Goles            | Part.                   | Goles                   | Part. | Goles |
| ------------------------------------- | ------------- | ------------- | ----- | ----- | ---------------- | ---------------- | ----------------------- | ----------------------- | ----- | ----- |
| Independiente de La Chorrera · Panamá | 1.ª           | 2019          | 19    | 2     | —                | —                | 0                       | 0                       | 19    | 2     |
| Independiente de La Chorrera · Panamá | 1.ª           | 2020          | 13    | 0     | —                | —                | 4                       | 0                       | 17    | 0     |
| Independiente de La Chorrera · Panamá | Total club    | Total club    | 32    | 2     | 0                | 0                | 4                       | 0                       | 36    | 2     |
| Minnesota United Estados Unidos       | 1.ª           | 2021          | 7     | 0     | —                | —                | 1                       | 0                       | 8     | 0     |
| Minnesota United Estados Unidos       | 1.ª           | 2022          | 25    | 0     | 3                | 0                | —                       | —                       | 28    | 0     |
| Minnesota United Estados Unidos       | 1.ª           | 2023          | 18    | 1     | 4                | 1                | 4                       | 1                       | 26    | 2     |
| Minnesota United Estados Unidos       | 1.ª           | 2024          | 33    | 0     | 2                | 0                | —                       | —                       | 35    | 0     |
| Minnesota United Estados Unidos       | 1.ª           | 2024          | 12    | 0     | 0                | 0                | —                       | —                       | 12    | 0     |
| Minnesota United Estados Unidos       | Total club    | Total club    | 95    | 1     | 9                | 1                | 5                       | 1                       | 109   | 3     |
| Minnesota United 2 Estados Unidos     | 3.ª           | 2022          | 1     | 0     | —                | —                | —                       | —                       | 1     | 0     |
| Minnesota United 2 Estados Unidos     | 3.ª           | 2023          | 2     | 0     | —                | —                | —                       | —                       | 2     | 0     |
| Minnesota United 2 Estados Unidos     | Total club    | Total club    | 3     | 0     | 0                | 0                | 0                       | 0                       | 3     | 0     |
| Total carrera                         | Total carrera | Total carrera | 130   | 3     | 6                | 1                | 9                       | 1                       | 148   | 5     |
| 1. 2. 3.                              |               |               |       |       |                  |                  |                         |                         |       |       |

## Palmarés

### Títulos nacionales
| Título                     | Club                         | País   | Año    |
| -------------------------- | ---------------------------- | ------ | ------ |
| Primera División de Panamá | Independiente de La Chorrera | Panamá | 2019-C |
| Primera División de Panamá | Independiente de La Chorrera | Panamá | 2020-C |